# Call Me When You Break Up
Singles de Selena Gomez
Love On
(2024)
Singles par Benny Blanco
Degenere
(2024)
Singles par Gracie Abrams
That's So True
(2024)
Call Me When You Break Up est une chanson de la chanteuse américaine Selena Gomez, du producteur Benny Blanco et de la chanteuse Gracie Abrams. Elle figure sur l'album collaboratif de Gomez et Blanco, I Said I Love You First. Gomez et Abrams ont coécrit le titre avec Dylan Brady, Julia Michaels, Justin Tranter, Mattias Larsson, Robin Fredriksson, Cashmere Cat et Benny Blanco, qui l’a également produit aux côtés de Cashmere Cat et Dylan Brady. La chanson est sortie en téléchargement et en streaming le 20 février 2025 sous les labels SMG Music LLC, Friends Keep Secrets et Interscope Records.

## Contexte et sortie
Gomez et Blanco ont commencé à teaser leur collaboration avec Abrams le 17 février, lorsque Blanco a partagé une vidéo sur ses réseaux sociaux dans laquelle il entre dans une chambre et trouve Gomez et Abrams en train de discuter sur le lit. Le lendemain, Gomez a publié un clip au format selfie où elle fait du playback sur un morceau inédit. Le même jour, Gomez a présenté la chanson à ses fans lors d'un événement spécial pour promouvoir son album, I Said I Love You First, à Londres au Royaume-Uni, tandis qu'Abrams a interprété son couplet lors de son concert dans le cadre de sa tournée The Secret of Us Tour à Hambourg en Allemagne.

## Classement hebdomadaire
| Classement (2025)             | Meilleure position |
| ----------------------------- | ------------------ |
| Australie (ARIA)              | 19                 |
| Allemagne (Media Control AG)  | 61                 |
| Irlande (IRMA)                | 37                 |
| Pays-Bas (Nederlandse Top 40) | 40                 |
| Nouvelle-Zélande (RMNZ)       | 6                  |
| Suède (Sverigetopplistan)     | 2                  |

## Historique des sorties
| Région | Date            | Format                              | Label                                           | Réf.   |
| ------ | --------------- | ----------------------------------- | ----------------------------------------------- | ------ |
| Divers | 20 février 2025 | Téléchargement numérique, streaming | SMG Music LLC, Friends Keep Secrets, Interscope | [ 11 ] |
| Italie | 21 février 2025 | Airplay                             | Universal                                       | [ 12 ] |